# Ádám Rothermel
Ádám Rothermel (ur. 18 czerwca 1948 w Budapeszcie) – węgierski piłkarz grający na pozycji bramkarza. Był reprezentantem Węgier.

## Kariera klubowa
Swoją karierę piłkarską Rothermel rozpoczął w klubie Fővárosi Autóbusz. W 1966 roku grał w nim w rozgrywkach trzeciej ligi węgierskiej. W 1967 roku został zawodnikiem Tatabányai Banyasz. W sezonie 1967 zadebiutował w jego barwach w pierwszej lidze węgierskiej. W klubie tym spędził siedem sezonów i grał w nim do końca sezonu 1972/1973.
W 1974 roku Rothermel został zawodnikiem budapeszteńskiego Újpestu. W Újpescie grał do końca sezonu 1980/1981. Z klubem tym wywalczył trzy tytuły mistrza Węgier w sezonach 1974/1975, 1977/1978 i 1978/1979 oraz dwa wicemistrzostwa Węgier w sezonach 1976/1977 i 1979/1980. Zdobył Puchar Węgier w sezonie 1974/1975.
W sezonie 1981/1982 Rothermel grał w Salgótarjáni BTC w drugiej lidze węgierskiej, a w sezonie 1982/1983 był piłkarzem czwartoligowego klubu Soroksári VOSE, w którym zakończył karierę.
| Sezon   | Klub               | Kraj  | Rozgrywki | Mecze | Gole |
| ------- | ------------------ | ----- | --------- | ----- | ---- |
| 1966    | Fővárosi Autóbusz  | Węgry | NB III    | ?     | ?    |
| 1967    | Tatabányai Banyasz | Węgry | NB I      | 3     | 0    |
| 1968    | Tatabányai Banyasz | Węgry | NB I      | 3     | 0    |
| 1969    | Tatabányai Banyasz | Węgry | NB I      | 13    | 0    |
| 1970    | Tatabányai Banyasz | Węgry | NB I      | 16    | 0    |
| 1970/71 | Tatabányai Banyasz | Węgry | NB I      | 30    | 0    |
| 1971/72 | Tatabányai Banyasz | Węgry | NB I      | 22    | 0    |
| 1972/73 | Tatabányai Banyasz | Węgry | NB I      | 7     | 0    |
| 1974/75 | Újpest FC          | Węgry | NB I      | 13    | 0    |
| 1975/76 | Újpest FC          | Węgry | NB I      | 24    | 0    |
| 1976/77 | Újpest FC          | Węgry | NB I      | 16    | 0    |
| 1977/78 | Újpest FC          | Węgry | NB I      | 15    | 0    |
| 1978/79 | Újpest FC          | Węgry | NB I      | 17    | 0    |
| 1979/80 | Újpest FC          | Węgry | NB I      | 17    | 0    |
| 1980/81 | Újpest FC          | Węgry | NB I      | 11    | 0    |
| 1981/82 | Salgótarjáni BTC   | Węgry | NB II     | 7     | 0    |
| 1982/83 | Soroksári VOSE     | Węgry | IV liga   | ?     | ?    |

## Kariera reprezentacyjna
W reprezentacji Węgier Rothermel zadebiutował 9 września 1970 w przegranym 1:3 towarzyskim meczu z Republiką Federalną Niemiec, rozegranym w Norymberdze. W 1972 roku był w kadrze Węgier na Igrzyska Olimpijskie w Monachium, na których zdobył srebrny medal. Grał również w eliminacjach do Euro 72. Od 1970 do 1976 rozegrał w kadrze narodowej 13 meczów.